# 格里施峰
46°31′52.4″N 9°28′22.6″E / 46.531222°N 9.472944°E

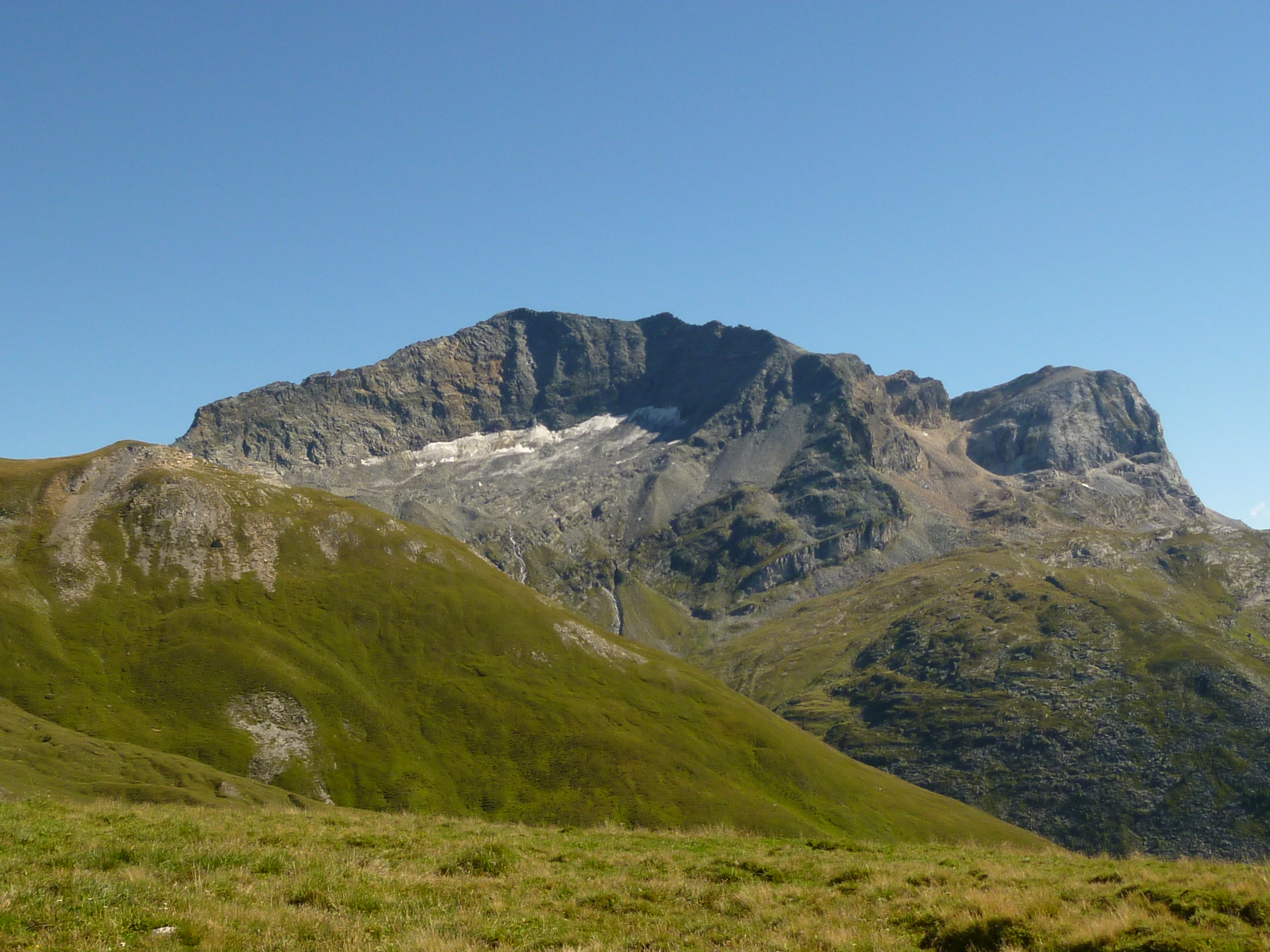

格里施峰（Piz Grisch），是瑞士的山峰，位於該國東南部，由格勞賓登州負責管轄，屬於上哈爾布施泰因阿爾卑斯山脈的一部分，海拔高度3,062米，每年平均降雨量1,693毫米。